# 兵主神社 (西脇市)
兵主神社 (ひょうすじんじゃ)は、兵庫県西脇市黒田庄町岡にある神社。式内社で、旧社格は県社。大志郷の氏神であり、地元では「ひょうすさん」とよばれる。

## 祭神
主祭神
- 大己貴命（おおなむちのみこと）

配祭神
- 八千戈命（やちほこのみこと）
- 葦原醜男（あしはらのしこお）
- 大物主命（おおものぬしのみこと）
- 神清之湯山主三名狭漏彦八嶋篠命（すがのゆやまぬしみなさるひこやしましのみこと）

## 歴史
兵主神は、漢の高祖が「蚩尤（シユウ）」を祀り、勝利を祈った事に由来するとされ、貝塚茂樹によれば鍛冶屋神（武器製造の神）であるとする見方もある。
社伝では、延暦元年（782年）、大和国から播磨国の国衙に赴任した岡本修理大夫により、森林を開拓して社殿が築かれ、2年後の延暦3年（784年）、大和穴師の兵主神を勧請したとされる。 穴師神社については、『日本の神々2』によれば「左座　八千戈命　亦曰大国主命　神体広矛　兵主伊豆戈神是也」 と『大国主命分身類社鈔』に記されており、このことから中世には兵主神を八千戈命と関連付けられていたと推測されている。

## 境内

### 建築
拝殿は全国的にも珍しい、安土桃山時代の建築様式の茅葺入母屋造の長床式で、棟札によれば天正19年（1591年）に改築されたという。戦国時代には、羽柴秀吉の三木城（別所長治）攻めの際に、臣下の黒田孝高が戦勝祈願のため灯明田を献納し、拝殿はその際の奉納金によって改築されたと伝えられ、1977年（昭和52年）3月には兵庫県の重要文化財に指定されている。

## 祭事
毎年10月には例祭の秋祭りが行われる。大伏、喜多、大門、津万井、岡の各地区から5台の布団屋台が練り出すほか、大名行列を模した「レッケイ」などの伝統行事が披露され、華やかに行われる。屋台の宮入りは、本宮の午前11時頃から。屋台が境内に据えられた後に子供奉納相撲が行われ、餅まきが終わる14時頃から屋台の宮出しが始まる。本来は10月14、15日を例祭日とするが、現在は屋台練り出し等祭礼の諸行事を10月第2土・日曜日に行っている。
また、1983年（昭和58年）には勧請1200年の大祭が執り行われた。

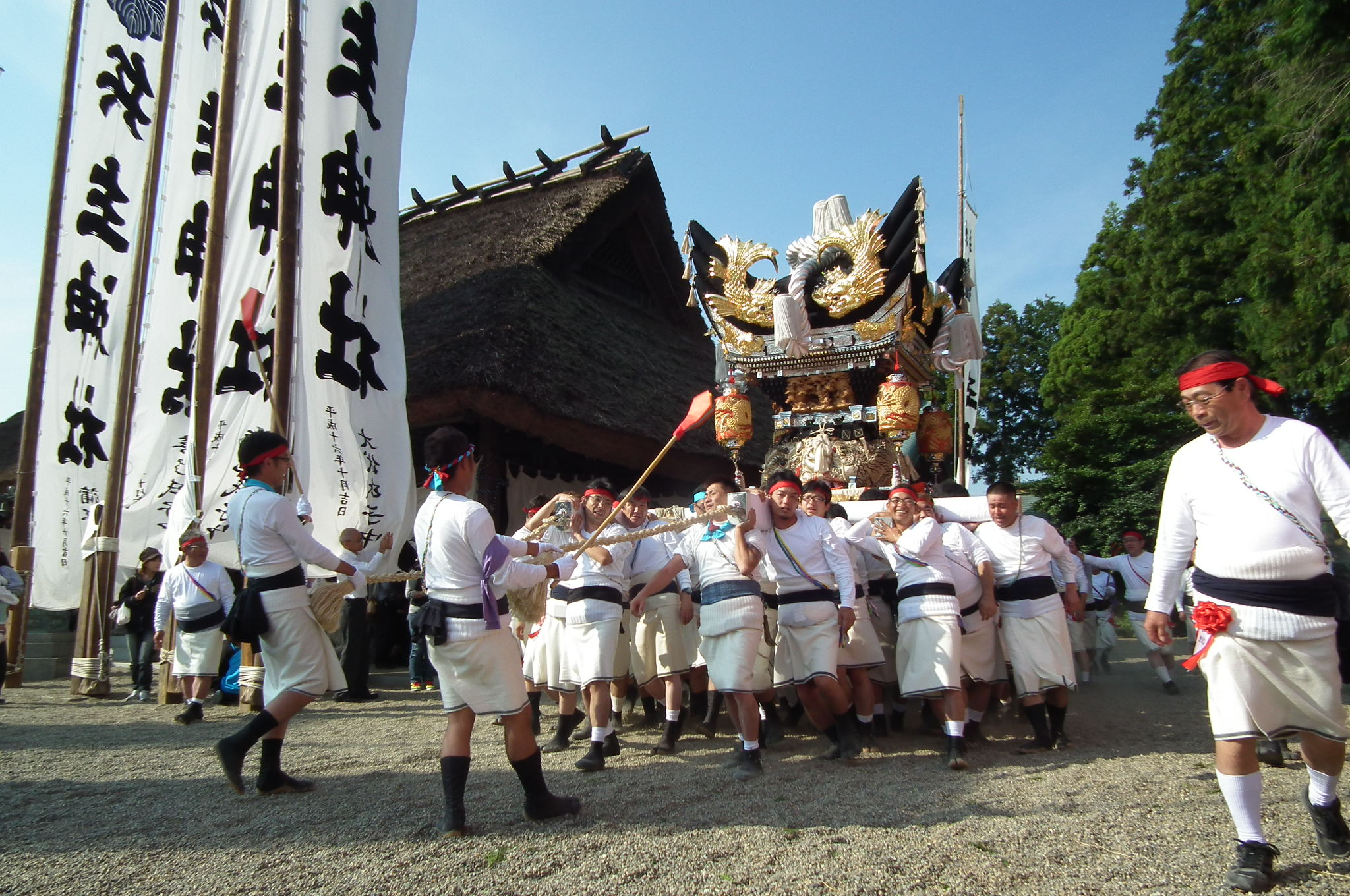
境内では練り子たちが担き棒を腕で抱えて屋台を回転させる荒技も披露される。
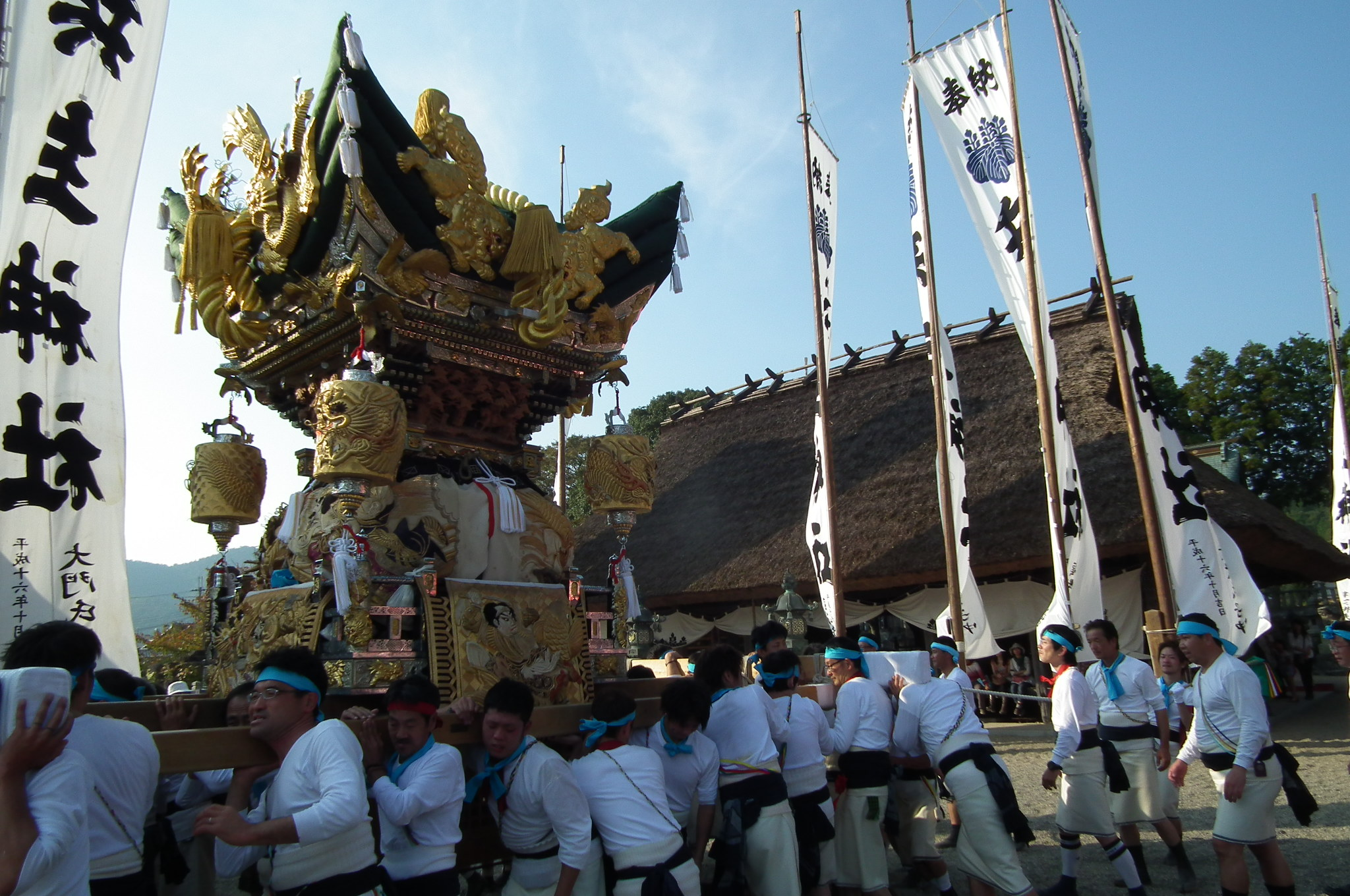
例祭の布団屋台（2011年10月9日）
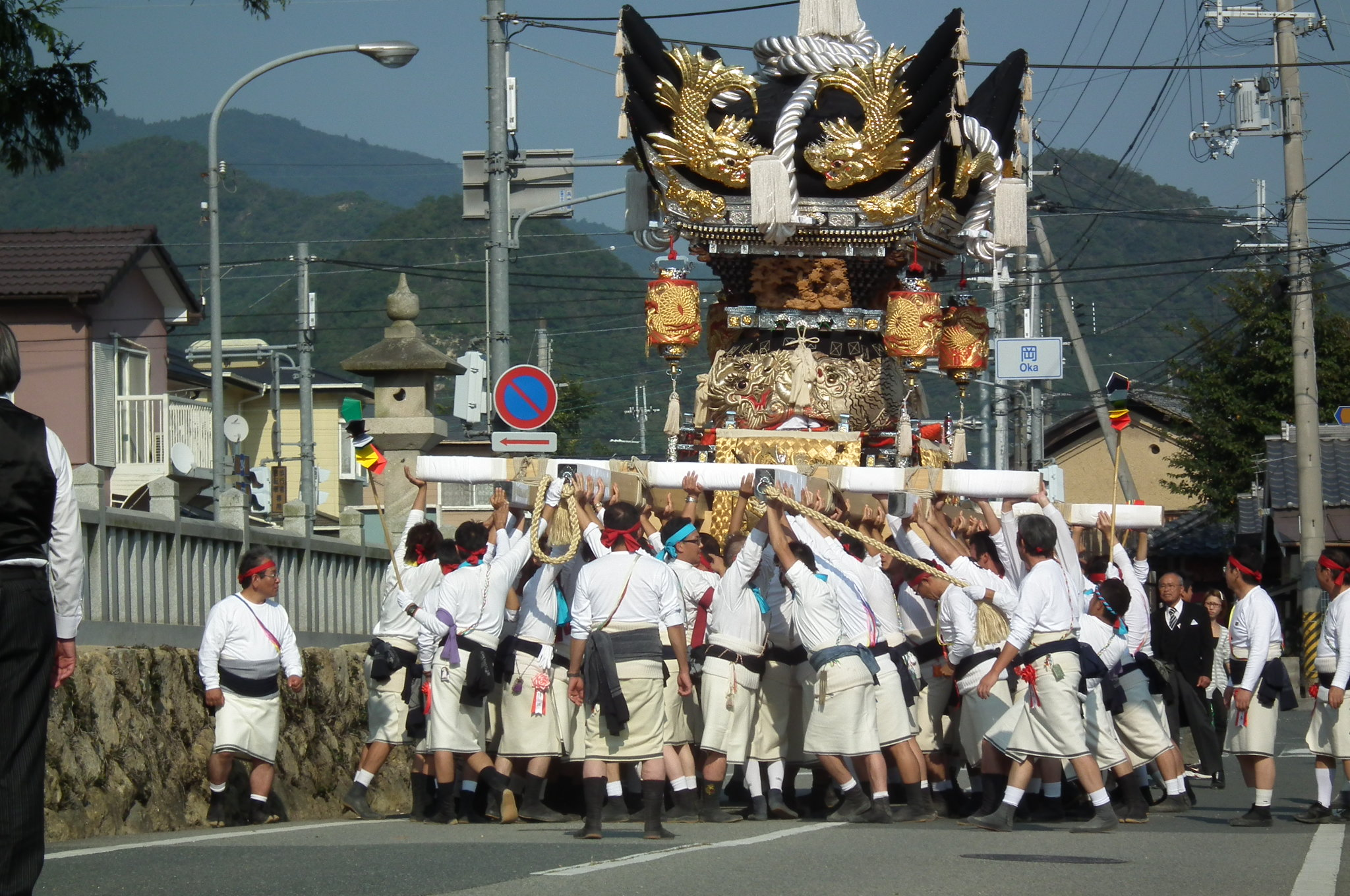
例祭の布団屋台（2011年10月9日）
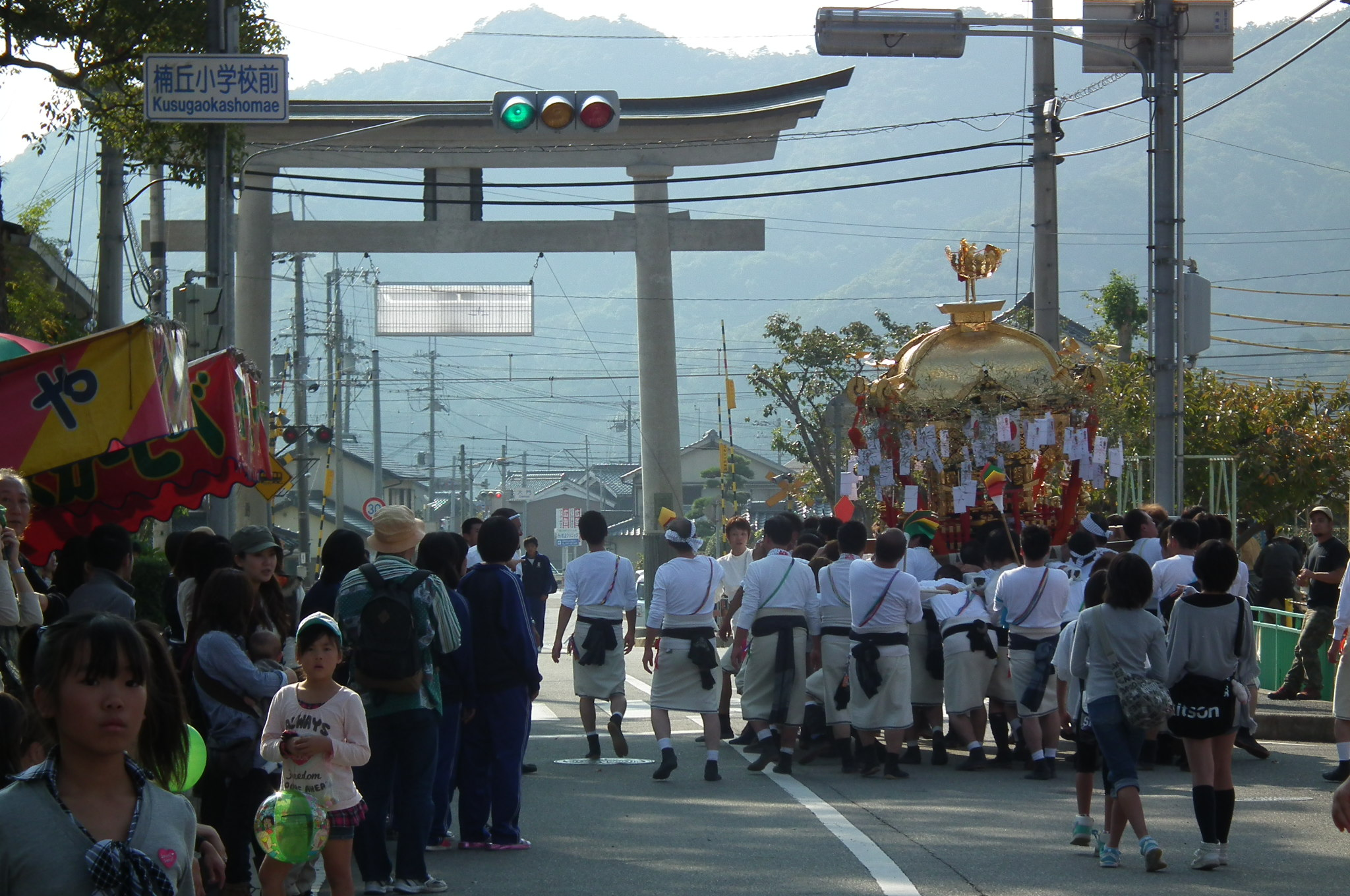
鳥居前の神輿（2011年10月9日）
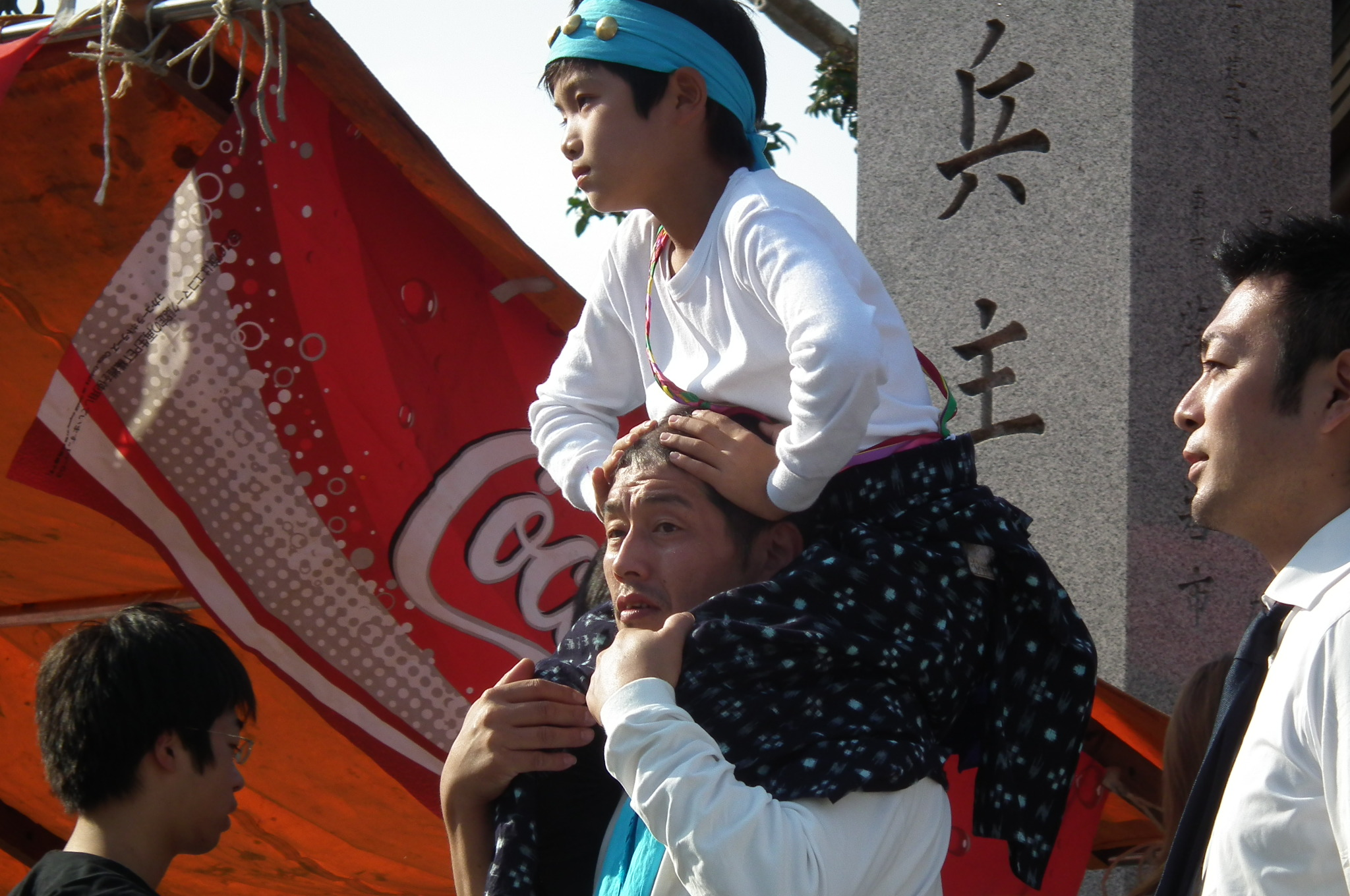
祭りには地元の子供も多く参加し、子供奉納相撲が行われる。

## 現地情報
所在地
- 兵庫県西脇市黒田庄町372-2

交通アクセス
- 最寄駅：JR加古川線黒田庄駅下車後、徒歩約5分